# 下斯維里自然保護區
60°36′N 33°00′E / 60.6°N 33.0°E

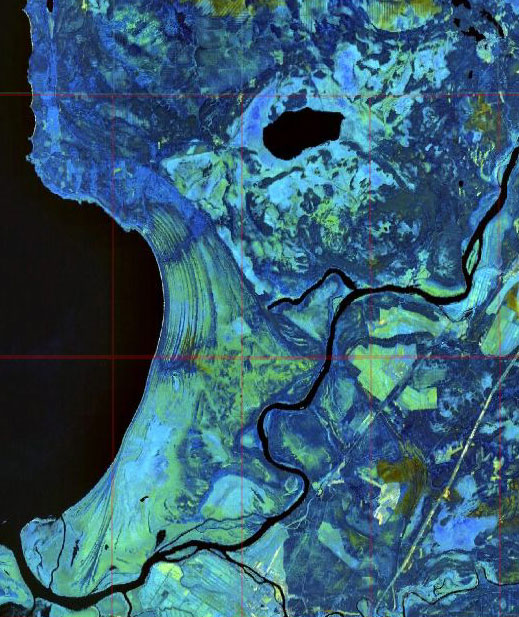

下斯維里自然保護區是俄羅斯列寧格勒州的自然保護區，面積416平方公里，於1980年成立，位於斯維里河下游的右河岸，北臨卡累利阿共和國，保護區範圍包括部分拉多加湖和其東岸，是候鳥的歇息地。